# Cristo di Tacoronte

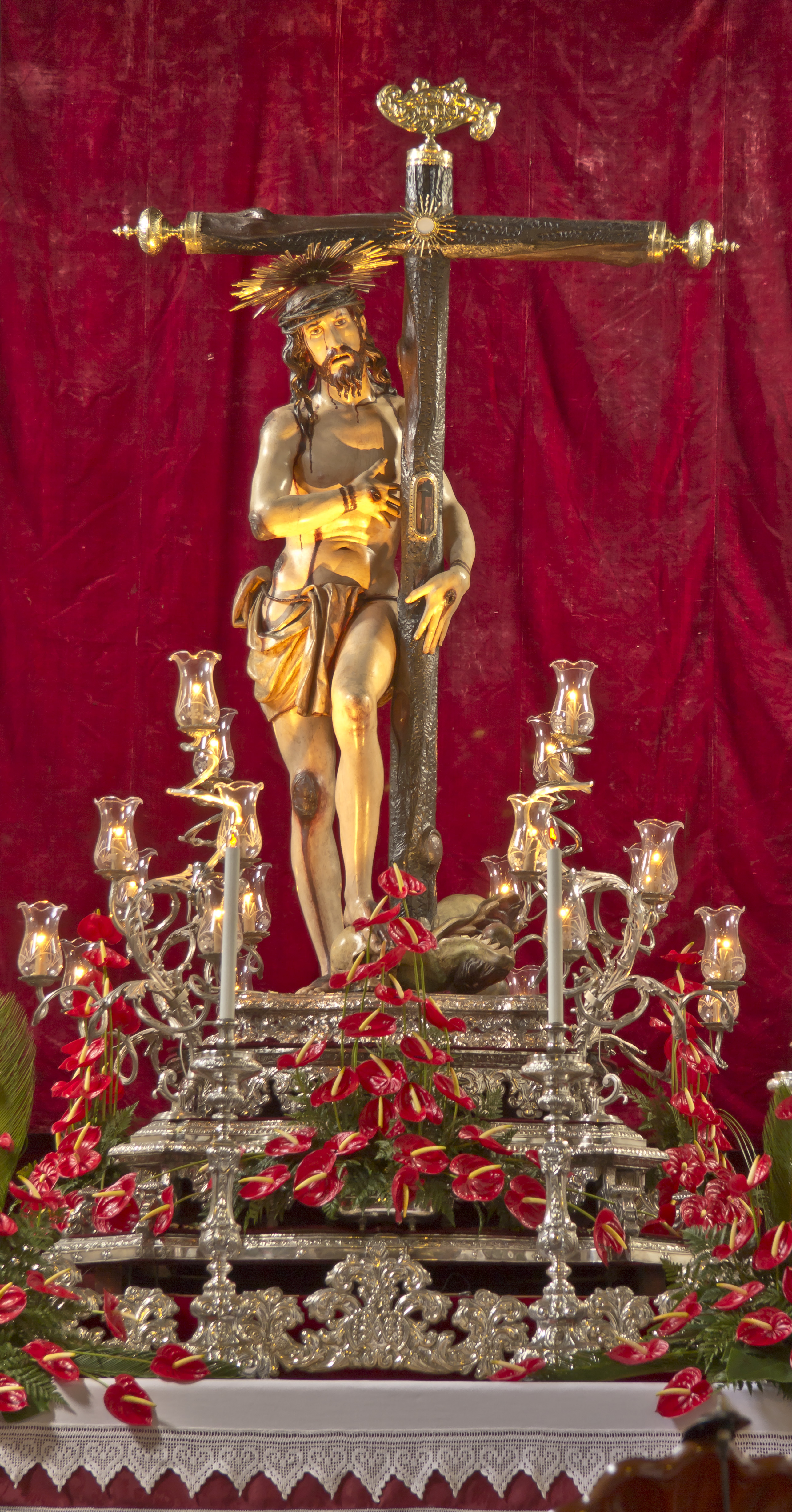
Cristo di Tacoronte

Il Cristo di Tacoronte è una scultura raffigurante Gesù che abbraccia la croce. Si trova nel Santuario del Santísimo Cristo de Tacoronte nella città di Tacoronte a Tenerife. Il Cristo è il patrono di Tacoronte.
L'opera è attribuita allo scultore Domingo de Rioja, ed è una delle immagini religiose più venerate delle Isole Canarie: è la rappresentazione di Gesù più venerata e famosa delle Isole, dopo il Cristo de La Laguna. La statua è venuta a Tenerife da Madrid nel 1661, è stata portata sull'isola di Tomás Perera de Castro. La scultura non risultò gradita agli inquisitori delle isole, poiché l'iconografia di Cristo non si riferisce a nessun momento della Passione di Cristo, come è narrata nei Vangeli.
La statua raffigura un uomo nudo che abbraccia la croce, sanguinante, con un serpente e un teschio ai suoi piedi. Gli inquisitori esaminarono la scultura e l'accettarono come oggetto di culto solo dopo qualche esitazione. 
I festeggiamenti in onore di Cristo sono celebrati in tutto il mese di settembre, il giorno principale è il 14 settembre (giorno della Esaltazione della Santa Croce). Un'altra data importante è l'ottava del Cristo, che a sua volta cade la domenica successiva, Una processione vede la partecipazione di persone provenienti da tutta l'isola di Tenerife, e anche dal resto delle Isole Canarie. Il Cristo, inoltre, in processione durante la Settimana Santa, la notte della Domenica delle Palme con la Vergine Addolorata e la mattina della Domenica della Resurrezione.